# Čonopljansko jezero
Čonopljansko jezero je umjetno jezero u Bačkoj, AP Vojvodina, Republika Srbija.

## Zemljopisni položaj
Čonoplja se nalazi jugozapadno od ovog jezera, a Sombor je udaljen 15 km. Zauzima površinu od 40 hektara.

## Povijest
Nastalo je *80-ih godina 20. stoljeća, kad je mjesno socijalističko poduzeće napravilo umjetno akumulacijsko jezero pregrađivanjem kanala, radi stvaranja vodene mase za navodnjavanje njiva i voćnjaka.
Poduzeće je gospodarskom krizom propalo, a jezero je ostalo i u međuvremenu je dobilo skroz drugu svrhu - postalo je okupljalištem ljubitelja prirode i ribiča.

## Vanjske poveznice
- Jezero  Arhivirana inačica izvorne stranice od 25. listopada 2016. (Wayback Machine)
- Jezero  Arhivirana inačica izvorne stranice od 14. listopada 2016. (Wayback Machine)
- Mol na jezeru  Arhivirana inačica izvorne stranice od 24. listopada 2016. (Wayback Machine)
- Zaljev kod tromeđe  Arhivirana inačica izvorne stranice od 13. listopada 2016. (Wayback Machine)
- Travanjska panorama  Arhivirana inačica izvorne stranice od 19. listopada 2016. (Wayback Machine)
- Suženi dio jezera  Arhivirana inačica izvorne stranice od 17. listopada 2016. (Wayback Machine)